# Municipio de Jefferson (condado de Dubois)
El municipio de Jefferson (en inglés: Jefferson Township) es un municipio ubicado en el condado de Dubois en el estado estadounidense de Indiana. En el año 2010 tenía una población de 1543 habitantes y una densidad poblacional de 16,62 personas por km².

## Geografía
El municipio de Jefferson se encuentra ubicado en las coordenadas 38°18′15″N 86°42′51″O / 38.30417, -86.71417. Según la Oficina del Censo de los Estados Unidos, el municipio tiene una superficie total de 92.84 km², de la cual 92,46 km² corresponden a tierra firme y (0,41 %) 0,38 km² es agua.

## Demografía
Según el censo de 2010, había 1543 personas residiendo en el municipio de Jefferson. La densidad de población era de 16,62 hab./km². De los 1543 habitantes, el municipio de Jefferson estaba compuesto por el 98,7 % blancos, el 0,52 % eran afroamericanos, el 0,06 % eran amerindios, el 0,13 % eran asiáticos, el 0,26 % eran de otras razas y el 0,32 % eran de una mezcla de razas. Del total de la población el 1,23 % eran hispanos o latinos de cualquier raza.